# Chanodichthys abramoides
Chanodichthys abramoides és una espècie de peix cipriniforme de la família dels ciprínids que es troba a Rússia.